# David Aubry
David Aubry (Saint-Germain-en-Laye, 8 novembre 1996) è un nuotatore francese.

## Carriera
Ha vinto una medaglia di bronzo ai campionati mondiali di nuoto 2019 negli 800 metri stile libero ed ai ai campionati mondiali di nuoto 2024 nei 1500 metri stile libero.

## Palmarès
- Mondiali

Gwangju 2019: bronzo negli 800m sl.
Doha 2024: bronzo nei 1500m sl.
- Europei

Glasgow 2018: bronzo nella 5 km a squadre.
- Europei in vasca corta

Glasgow 2019: bronzo nei 1500m sl.
Otopeni 2023: argento negli 800m sl e nei 1500m sl.